# Beverly Hills, Florida
Beverly Hills är en ort (CDP) i Citrus County, i delstaten Florida, USA. Enligt United States Census Bureau har orten en folkmängd på 8 445 invånare (2010) och en landarea på 7,7 km².